# 로라 앨런
로라 앨런(Laura Allen, 1974년 3월 21일 ~ )은 미국의 배우이다.

## 출연 작품

### 영화
- 모나리자 스마일 (2003)
- 석커 프리 시티 (2004, Sucker Free City)
- How You Look to Me (2005)
- 더 콜렉티브 (2008, The Collective)
- 프롬 위딘 (2008)
- 올드 독스 (2009)
- Hysteria (2010)
- 체리 (2010, Cherry)
- Nanny Cam (2014)
- 클라운 (2014)
- 이야기 (2018)

### 텔레비전
- 올 마이 칠드런 (2000-01)
- 콜드 케이스 (2004)
- The 4400 (2004-05, 2007)
- 하우스 (2006)
- 크리미널 마인드 (2007)
- 로앤오더: 성범죄 전담반 (2007)
- Dirt (2007-08)
- 그레이 아나토미 (2009)
- CSI: 마이애미 (2009)
- 어웨이크 (2012)
- NCIS: 뉴올리언스 (2014)
- 슈츠: 두 변호사 (2015, 2019)
- 크리미널 마인드: 국제범죄수사팀 (2016)
- 아메리칸 호러 스토리 (2017)
- 9-1-1 (2018)